# Théodore (préfet d'Égypte)
Pour les articles homonymes, voir Théodore.
Théodore (en latin : Theodorus, en grec byzantin : Θεόδωρος) est un général byzantin, connu pour avoir commandé l'armée byzantine lors de la conquête musulmane de l'Égypte à partir de 639-640. Il sert notamment comme dernier gouverneur de l'Égypte romaine de 641 au 17 septembre 642.

## Biographie
Jean de Nikiou rapporte que des membres de la famille de Théodore vivent à Saûnâ, une localité identifié à Saïs par Hermann Zotenberg. Il est de confession chalcédonienne sans être connu pour son hostilité envers les non-Chalcédoniens, alors majoritaires en Egypte. 

### La défense de l'Égypte
Dans les années 630, l'Empire byzantin connaît les débuts de l'expansion de l'Islam. Rapidement, ses provinces du Proche-Orient sont assaillies et débordées après la bataille de Yarmouk en 636, aboutissant à la conquête de la Syrie et de la Palestine, isolant l'Egypte. En décembre 639, les armées musulmanes d'Amr ibn al-As pénètrent en Egypte. Théodore est alors maître des milices, c'est-à-dire qu'il dirige les forces militaires de la province, en lien avec Cyrus de Phase, à la fois gouverneur civil (préfet d'Egypte) et patriarche d'Alexandrie. Théodore tarde à réagir avec vigueur à l'invasion, marquée d'abord par le siège de Péluse, qui tombe en février 640 par manque de soutiens. Théodore réagit par l'envoi d'une force vers la forteresse de Babylone et d'éclaireurs à Bilbéis pour ralentir l'ennemi. Il renforce les défenses de Babylone, creusant un fossé devant les remparts et positionnant un corps d'armée entre ces deux lignes de défense. Les Musulmanes ne tardent pas à assiéger la forteresse, en dépit de la solidité apparente des murailles, bardées de tours et de bastions. Selon les sources musulmanes, les Byzantins seraient six fois plus nombreux. Pendant deux mois, des combats indécis se déroulent et permettent aux Byzantins de tenir leurs positions. 
A l'occasion de ce siège, les Musulmans lancent diverses attaques sur des positions alentours et finissent par tendre un piège à un certain Jean, chargé de la défense de l'Egypte arcadienne (la région d'Oxyrhynque). Cette nouvelle aurait plongé Théodore dans une profonde affliction, que Jean de Nikiou compare à celles de David à propos de Saül. Il rassemble ses forces alors que des renforts, menés par Anastase, le gouverneur civil de l'Egypte arcadienne et Théodose, préfet d'Alexandrie, se précipitent vers Babylone. Une certaine confusion règne alors autour de la position d'Abusir el-Meleq, lieu de la mort de Jean que Théodore se serait efforcé de reprendre par l'envoi de troupes. Un autre corps d'armée, mené par un certain Léonce, décrit comme obèse et peu compétent, aurait dû également se rendre dans cette localité mais, estimant que Théodore dispose déjà de forces suffisantes, n'aurait laissé sur place qu'un petit contingent. Quoi qu'il en soit, la détermination byzantine suffit à contraindre Amr à se replier, tandis que Théodore s'efforce de recouvrer le corps de Jean, jeté dans le Nil. Une fois retrouvé, il est embaumé pour être envoyé auprès de l'empereur Héraclius. Ce dernier n'en jette pas la moins la responsabilité de sa mort sur Théodore qui, pour sa part, estime qu'Anastase et Théodose ont influencé l'opinion de l'empereur en sa défaveur, contribuant à semer la zizanie parmi les officiels byzantins.
En Egypte, les combats se poursuivent autour de la cité d'Héliopolis. En juin, 12 000 Musulmans dirigés par Zubayr ibn al-Awwam arrivent en renfort, qui persuadent Amr de s'en prendre à cette cité byzantine, suffisamment proche de Babylone pour soutenir celle-ci. Amr s'y rend avec la moitié de ses hommes, contraignant Théodore à envoyer des renforts à Héliopolis. Anastase et Théodose dirigent alors la cavalerie. Quand les deux armées se rencontrent, c'est un désastre pour les Byzantins, qui sont encerclés et massacrés. Bientôt, Zubayr parvient à repérer les points faibles de l'enceinte d'Héliopolis et ses hommes parviennent à submerger la garnison. Seuls trois cents hommes survivent et parviennent à rejoindre Babylone, où leurs récits sèment la panique chez certains défenseurs, qui fuient à leur tour vers Nikiou.
Cette défaite entraîne l'abandon de la cité de Fayoum par le gouverneur byzantin Domentianus. Amr en profite pour s'emparer de toute cette région presque sans résistance, ce qui lui permet de renforcer son encerclement de Babylone, alors que Domentianus manque de troupes pour tenir Nikiou. A Babylone même, Théodore continue de mener la défense depuis son quartier-général situé sur l'île de Roda. Là, il échange des émissaires avec Amr, qu'il finit par rencontrer en personne mais sans parvenir à un accord. Dans la nuit du 20 décembre 640, un petit groupe de Musulmans menés par Zubayr parvient à escalader les remparts et à ouvrir les portes de la forteresse, dont les Musulmans parviennent à s'emparer. Les Byzantins sont contraints de refluer sur l'île de Roda.
Théodore ordonne alors à deux généraux de rassembler une armée dans le delta du Nil. Amr réagit en envoyant une force d'interposition mais les deux généraux byzantins refusent d'obéir à Théodore. Celui-ci prend alors la tête de la troupe byzantine et parvient à battre Amr. Les Musulmans doivent quitter le delta du Nil sans être parvenus à prendre de positions stratégiques mais, en dépit de ce succès, Théodore ne récupère pas Babylone. L'épilogue intervient le 6 avril 641 avec l'assaut final des Musulmans sur Roda. Les Byzantins sont contraints à la fuite vers Nikiou.

### Visite à Constantinople et retour en Égypte
En février 641, l'empereur Héraclius s'éteint et est remplacé par ses fils, Constantin III Héraclius et Héraclonas. La mère de ce dernier, Martine, agit en son nom et s'oppose à Constantin, son beau-fils. Celui-ci convoque rapidement Cyrus et Théodore pour évoquer les affaires égyptiennes. Cyrus est alors en faveur d'un accord avec les Musulmans alors que Théodore souhaite continuer le combat, dans l'attente de renforts. Constantin dispose alors d'une flotte prête à partir mais il meurt à son tour le 25 mai. Martine devient alors l'impératrice régente et elle autorise Cyrus à conclure une paix. Pour autant, quand elle le renvoie avec Théodore en Egypte, elle leur donne quelques renforts, avant d'être déposée à son tour par le général Valentin. Celui-ci envoie des émissaires à Rhodes où ils rencontrent la flotte en partance pour l'Egypte. Il désavoue Cyrus et demande aux Egyptiens de poursuivre la lutte, conformément au souhait de Théodore. Ce dernier tente de partir à l'improviste pour Alexandrie, sans Cyrus de Phase mais le capitaine de son navire s'y oppose, prétextant des vents contraires. Finalement, les deux hommes arrivent à Alexandrie le 14 septembre 641.
Dans l'intervalle, c'est Anastase qui a assuré la conduite des opérations, sans pouvoir empêcher la prise des dernières positions byzantines à Babylone et à Nikiou, où les soldats byzantins sont massacrés. Poursuivant leur route, les Musulmans s'emparent de Saïs où des parents de Théodore auraient été exécutés. Face à l'aggravation de la situation, la population serait partagée, selon Jean de Nikiou, en deux factions. Certains sont prêts à capituler tandis que d'autres veulent poursuivre le combat, alors que les Musulmans s'apprêtent à assiéger Alexandrie.
Quand Théodore revient, il congédie Domentianus et le remplace par Ménas, un Copte non-chalcédonien particulièrement populaire. Ménas a alors un contentieux avec Eudocianus, le frère de Domentianus, qui s'est rendu coupable de tortures envers des Coptes à Babylone. Quant à Théodore, il vilipende Domentianus pour avoir fui de Nikiou. Face à cette hostilité manifeste, Domentianus finit par s'appuyer sur la faction des Bleus, alors que Ménas compte sur le soutien des Verts. Dans l'ensemble, ces conflits attestent de la fragilité des positions byzantines dans une Egypte alors en plein effondrement. Pour autant, le retour de Théodore et de Cyrus s'accompagne de festivités à l'occasion de la fête de la Croix du 14 septembre. En effet, les deux hommes amènent avec eux un fragment de la Vraie Croix. Ensuite, Cyrus part négocier auprès d'Amr un traité très défavorable aux Byzantins. Il s'efforce de convraincre Théodore de l'accepter, tandis qu'il envoie le texte à Constantinople, pour qu'il soit formellement ratifier par Héraclonas, qui pourrait bien l'avoir signé juste avant sa mort en novembre. Parmi les clauses de ce traité, un important tribut est imposé à Alexandrie, auquel la population manifeste rapidement son opposition. Finalement, en mars 642, Cyrus meurt et Théodore le remplace comme gouverneur d'une Egypte byzantine alors largement vassalisée et surtout réduite de fait aux alentours d'Alexandrie. Conscient de la précarité de sa position, il organise l'évacuation de la ville, effective en septembre 642 puisqu'il fait voile pour Chypre, marquant la fin de la présence romaine en Egypte. Son destin ultérieur est inconnu.

## Sources
- (en) R.H. Charles, The Chronicle of John, Bishop of Nikiu: Translated from Zotenberg's Ethiopic Text, Evolution Publishing, 2007 (1re éd. 1916) (ISBN 9781889758879, lire en ligne)
- (en) Fred Donner, The Early Islamic Conquests, Princeton University Press, 1981 (ISBN 0-691-05327-8)
- (en) Hugh Kennedy, The Great Arab Conquests: How the Spread of Islam Changed the World We Live in, Da Capo Press, 2007 (ISBN 978-0-306-81740-3, lire en ligne)